# Adisura bella
Adisura bella är en fjärilsart som beskrevs av M.Gaede 1915. Adisura bella ingår i släktet Adisura och familjen nattflyn. Inga underarter finns listade i Catalogue of Life.